# Giornata internazionale del caffè

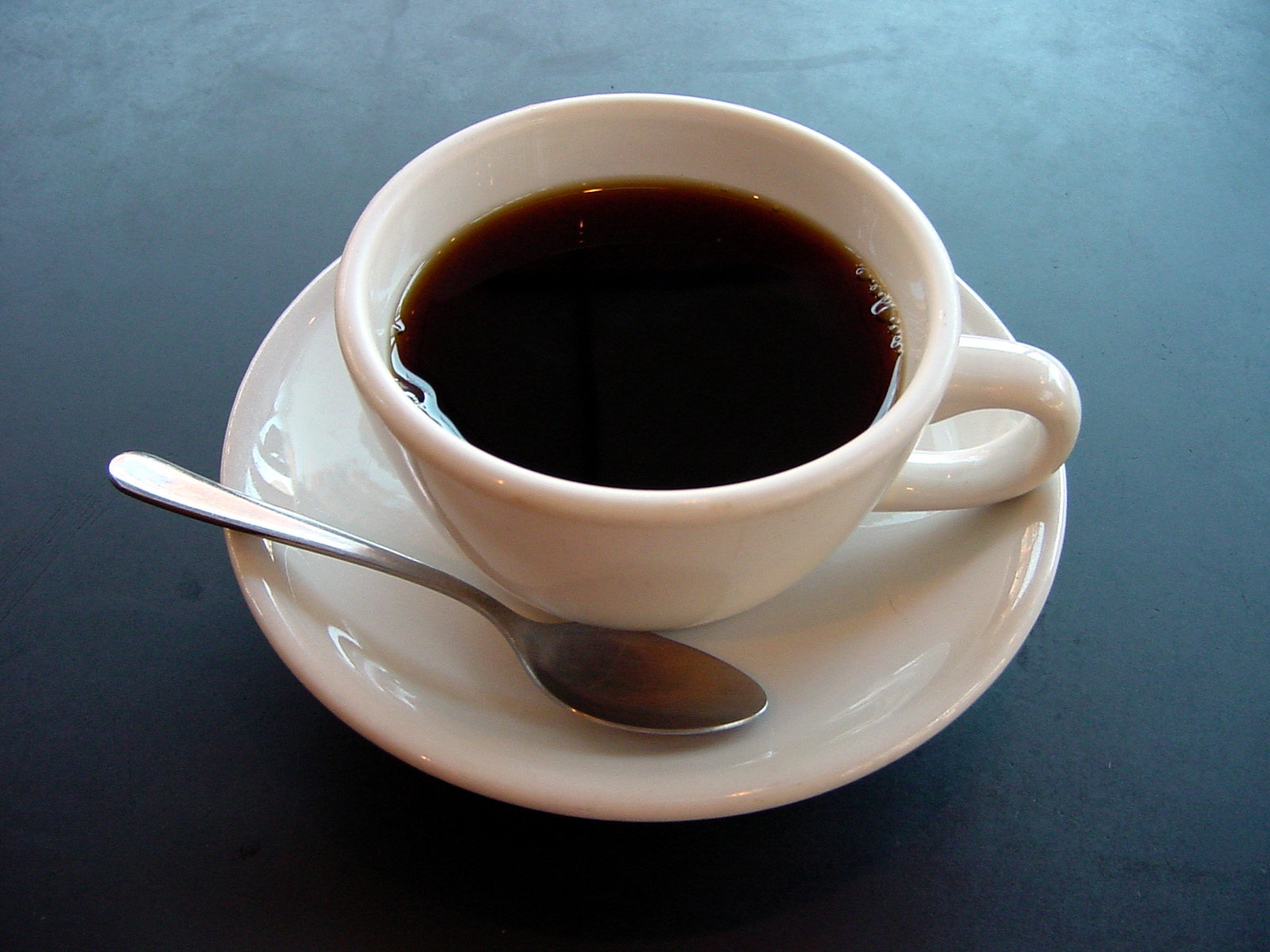
Una tazza di caffè

La Giornata internazionale del caffè è una giornata in cui si promuove e celebra il caffè come bevanda, con eventi che si svolgono in tutto il mondo. La prima data ufficiale è stata il 1º ottobre 2015, come concordato dall'Organizzazione internazionale del caffè e fu lanciata a Milano. Questo giorno viene anche utilizzato per promuovere il caffè del commercio equo e solidale per sensibilizzare l'opinione pubblica sulla situazione dei coltivatori di caffè. In questo giorno, molte aziende offrono tazze di caffè gratuite o scontate. Alcune aziende condividono coupon e offerte speciali con i loro fedeli follower tramite i social network. Alcune compagnie di biglietti d'auguri vendono biglietti d'auguri del National Coffee Day e cartoline elettroniche gratuite.

## Storia
Nel corso di una riunione del 3-7 marzo 2014, l'Organizzazione Internazionale del caffè decise di lanciare la prima Giornata Internazionale del caffè ufficiale a Milano, nell'ambito di Expo 2015.
Sono stati organizzati vari eventi, chiamati Coffee Day o National Coffee Day, con molti di questi il 29 settembre o intorno a questa data.
L'origine esatta della Giornata internazionale del caffè è sconosciuta.

Un evento è stato promosso per la prima volta in Giappone nel 1983 dalla The All Japan Coffee Association (全 日本 コ ー ヒ ー 協会).

Negli Stati Uniti il "National Coffee Day" è stato menzionato pubblicamente già nel 2005.

Il nome "International Coffee Day" è stato usato per la prima volta dal Southern Food and Beverage Museum, che ha indetto una conferenza stampa il 3 ottobre 2009 per celebrarla e annunciare il primo New Orleans Coffee Festival.

Fu promosso in Cina dall'International Coffee Organization, celebrata per la prima volta nel 1997, e trasformata in una celebrazione annuale all'inizio di aprile 2001.

Taiwan ha celebrato per la prima volta la Giornata internazionale del caffè nel 2009.

Il Nepal ha celebrato per la prima volta il National Coffee Giorno il 17 novembre 2005.

L'Indonesia, che per la prima volta ha celebrato la Giornata nazionale del caffè il 17 agosto 2006, lo celebra lo stesso giorno della sua festa dell'indipendenza.

## Giornate nazionali del caffè
| Data                       | paesi |
| -------------------------- | --- |
| 3 gennaio                  | Mongolia |
| I primi di aprile          | Cina |
| 14 aprile                  | Portogallo |
| 6 maggio                   | Danimarca |
| 24 maggio                  | Brasile |
| 27 giugno                  | - Colombia - Corea del Nord |
| 22 agosto                  | Perù |
| Settembre, secondo venerdì | Costa Rica |
| 19 settembre               | Irlanda |
| 28 settembre               | Svizzera |

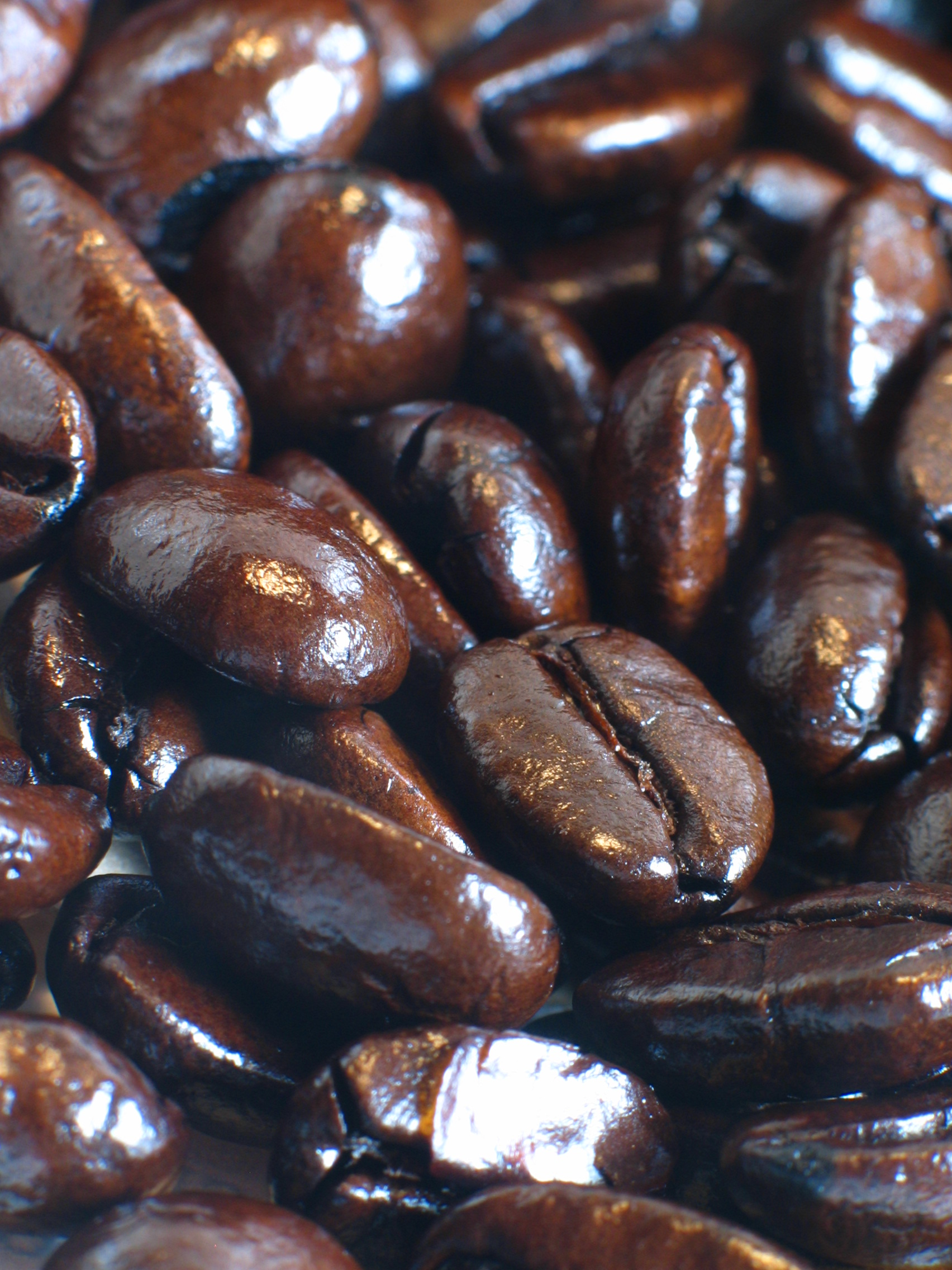
Chicchi di caffè tostati.

| 29 settembre               | - Messico - Australia - Austria - Belgio - Canada - Etiopia - Ungheria - Islanda - India (Chikmagalur, Bengaluru, La terra del caffè) - Indonesia - Nuova Zelanda - Norvegia - Filippine Concepito per mostrare Lipa City come il " granaio del caffè delle Filippine" di lunga data. - Romania - Slovacchia - Sud Africa - Svezia - Taiwan - Stati Uniti - Pakistan, Karachi. - Polonia |
| 1 Ottobre                  | - Regno Unito - Malaysia - Giappone - Sri Lanka - Singapore - Germania |